# Ethelumoris setosus
Ethelumoris setosus är en kräftdjursart som beskrevs av Helmut Schmalfuss och Franco Ferrara 1983. Ethelumoris setosus ingår i släktet Ethelumoris och familjen Armadillidae. Inga underarter finns listade i Catalogue of Life.